# Général Leclerc (1949)
Pour les articles homonymes, voir Général Leclerc.
Le Général Leclerc (ex-Excalibur) est un sloop mytilicole, construit en 1949 au chantier naval Durand de Marans. 
Général Leclerc fait l’objet d’un classement au titre objet des monuments historiques depuis le 16 septembre 1993.
Son immatriculation est : LR 166994.

## Histoire
Ce canot mytilicole est l'un des derniers survivants d'une génération de bateaux construit au chantier Durand.
Le Général Leclerc a travaillé jusque dans les années 1970. Restauré depuis sur les chantiers Durand et Despierre, il a repris son aspect d'origine et navigue depuis le port de La Flotte-en-Ré.